# Anita Pádár
Anita Pádár, född 30 mars 1979, är en ungersk fotbollsspelare som för närvarande spelar som anfallare för MTK Hungária FC.

## Meriter

### Klubb
- Ungerska ligan: 11

 László Kórház SC: 1994–95, 1997–98, 1998–99, 1999–00
 1. FC Femina: 2001–02, 2002–03, 2005–06, 2006–07, 2007–08
 MTK Hungária FC: 2011–12, 2012–13
- Ungerska Cupen: 5

 László Kórház SC: 1998, 1999, 2000
 Renova FC: 2001
 MTK Hungária FC: 2013

### Individuellt
- Skyttekung i NB I: 15

 László Kórház SC: 1998–99 (21 mål), 1999–00 (22 mål)
 Renova FC: 2000–01 (23 mål)
 1. FC Femina: 2001–02 (24 mål), 2002–03 (22 mål), 2003–04 (31 mål), 2004–05 (27 mål), 2005–06 (34 mål), 2006–07 (29 mål), 2007–08 (52 mål), 2008–09 (44 mål), 2009–10 (38 mål), 2010–11 (35 mål)
 MTK Hungária FC: 2011–12 (57 mål), 2012–13 (55 mål)
- Årets fotbollsspelare i Ungern: 1999, 2011